# Albert Dankert
Friedrich Albert Dankert (* 8. März 1877 in Ottersleben; † 29. November 1933 in Magdeburg) spielte eine zentrale Rolle in der Arbeitersportbewegung der Region Magdeburg.

## Leben
Dankert wurde als Sohn des Schlossers Friedrich August Dankert und der Louise Auguste geb. Vollmering geboren. Er war als Zimmermann bei der Firma Krupp in Magdeburg beschäftigt. Am 30. März 1901 heiratete er in Ottersleben Andrea Marie Johanna Koch  (* 29. Juni 1881 in Hamburg). Er engagierte sich in der regionalen Arbeitersportbewegung. Er baute 1926 sein Haus in Ottersleben, auf das er eine Sicherungshypothek für den Arbeitersportverein aufnahm. Sie diente als Sicherheit für einen Kredit der Sparkasse Wanzleben zum Bau eines Sportplatzes mit angeschlossenem Sportlerheim.
Albert Dankert starb 1933 im Krankenhaus Sudenburg an Leukämie.
Ihm zu Ehren wurde 1950/1951 eine Straße in Ottersleben „Albert-Dankert-Straße“ benannt.